# Ла-Нава
Ла-Нава (ісп. La Nava) — муніципалітет в Іспанії, у складі автономної спільноти Андалусія, у провінції Уельва. Населення — 327 осіб (2010).
Муніципалітет розташований на відстані близько 370 км на південний захід від Мадрида, 85 км на північний схід від Уельви.
На території муніципалітету розташовані такі населені пункти: (дані про населення за 2010 рік)
- Лас-Чинас: 18 осіб
- Ла-Нава: 309 осіб

## Демографія
Динаміка населення (INE ):